# Adenia rumicifolia
Adenia rumicifolia là một loài thực vật có hoa trong họ Lạc tiên. Loài này được Engl. & Harms mô tả khoa học đầu tiên năm 1921.